# Câmara Brasileira do Livro
A Câmara Brasileira do Livro (CBL) é uma entidade sem fins lucrativos que visa a promover o mercado editorial brasileiro e cultivar o hábito da leitura. A promoção do mercado editorial dá-se em diversas formas, sendo provavelmente a mais conhecida delas o Prêmio Jabuti de Literatura. É também a responsável pela organização da Bienal do Livro de São Paulo.

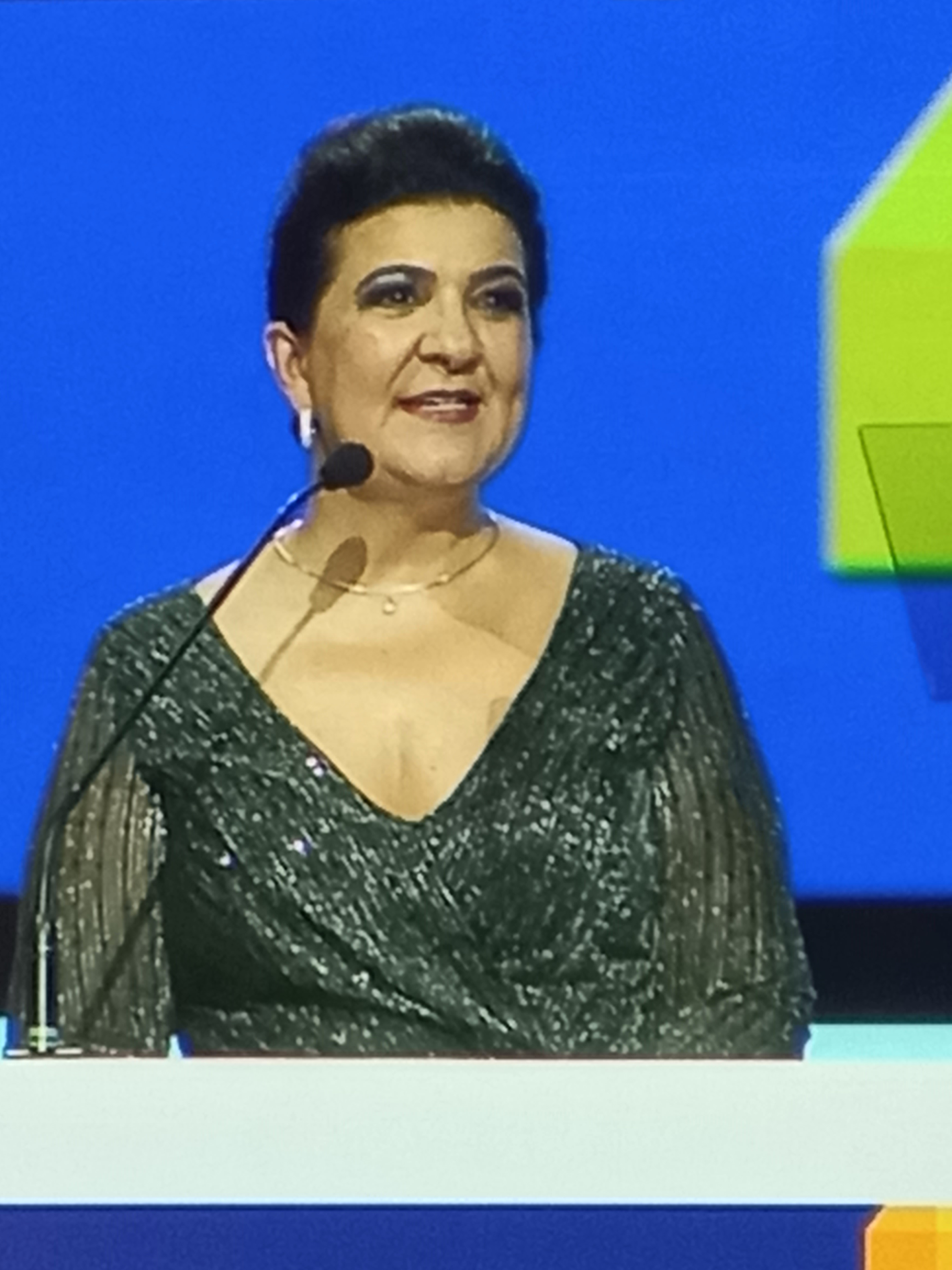
Sevani Matos, presidente da CBL, na abertura do 65° Prêmio Jabuti (2023)

Em 2018, era presidida por Luís Antonio Torelli. Já em 2019, passou a ser presidida por Vitor Tavares da Silva Filho. E no dia 28 de fevereiro de 2023, Sevani Matos é eleita presidente da Câmara Brasileira do Livro para o biênio de 2023/2025. 
Em 2020, a CBL se torna a Agência Brasileira do ISBN, o International Standard Book Number ou Padrão Internacional de Numeração de Livro. Nomeada pela Agência Internacional de ISBN, a  Câmara é a única instituição autorizada a emitir o ISBN no Brasil.
No mesmo ano de sua nomeação, a CBL lança uma plataforma de serviços online onde é possível realizar o pedido para emissão do número do ISBN, que é considerado uma espécie de RG do livro. Além do ISBN, a Plataforma de Serviços da CBL disponibiliza para o público os serviços de registro de direito autoral, código de barras e ficha catalográfica.
A Câmara Brasileira do Livro atua em diversas frentes, sempre com o propósito de promover o acesso ao livro e a democratização da leitura em todo o país, além de divulgar a literatura brasileira no mercado internacional. 
No Brasil, a entidade criou e mantém a Bienal Internacional do Livro de São Paulo, evento que reúne a cada dois anos, as principais editoras, livrarias e distribuidoras para um encontro com leitores de todo o Brasil. Além disso, sedia diversas atividades de conteúdo com a presença de autores nacionais e internacionais.
A CBL também promove a maior e mais tradicional premiação do livro brasileiro, o Prêmio Jabuti. Realizado há mais de seis décadas, o Jabuti se empenha em celebrar o que de mais significativo se produz em seus quatro eixos — Literatura, Não Ficção, Produção Editorial e Inovação.
Anualmente, a CBL ainda publica estudos que trazem panoramas do mercado do livro no país, como as pesquisas Produção e Vendas do Setor Editorial Brasileiro e sua série histórica, além da pesquisa Conteúdo Digital do Setor Editorial Brasileiro.
Já no exterior, a instituição propaga a literatura brasileira por meio do Projeto Brazilian Publishers, fruto de uma parceria com a Agência Brasileira de Promoção de Exportações e Investimentos (ApexBrasil). Com o programa, as editoras brasileiras recebem apoio para participar de feiras internacionais do livro, entre outras ações.

## História
A entidade foi uma ação de editores e livreiros iniciada nos anos inicias da década de 1940 com finalidades voltadas ao mercado editorial brasileiro e que concluíram por fundar, em São Paulo, a Câmara Brasileira do Livro no dia 20 de setembro de 1946.
A assembleia de criação da Câmara Brasileira do Livro foi realizada na livraria O Pensamento, localizada no antigo largo de São Paulo, no centro da capital paulista. Sua história remete à efervescência cultural da São Paulo dos anos 1940, quando um grupo de editores e livreiros começou a se reunir para discutir os problemas do setor e buscar formas de atuação conjunta e organizada. “Livro, presente de amigo” foi a primeira campanha publicitária que, ainda em 1946, iniciou o trabalho de divulgação do livro.